# Oratorio di Santa Maria in Campo Arsiccio
L'oratorio di Santa Maria in Campo Arsiccio è un edificio sacro che si trova nei pressi di Campogialli, nel comune di Terranuova Bracciolini.

## Storia
L'Oratorio di Santa Maria in Campo Arsiccio si trova in un'area che fu fondamentale in epoca etrusca e poi romana, in quanto permetteva di raggiungere Roma attraverso la Cassia Vetus (ingl. grande strada). La chiesa è stata costruita in un'area un tempo arida, da cui il nome di Campo Arsiccio (nel campo arido). La sua storia risale al XIV secolo. Prima serviva come ostello per viandanti e pellegrini, poi come chiesa di pellegrinaggio. Nel corso del tempo è stato utilizzato in vari modi, fino alla sua profanazione e alla sua trasformazione in stalla. Negli anni '90 la chiesa è stata ampiamente restaurata dall'Ufficio per la Tutela dei Monumenti Storici di Arezzo. Ciò ha permesso di conservare numerosi affreschi. Ciononostante, la chiesa rimase chiusa. Nell'ambito di un programma di conservazione, restauro e rivalutazione, la chiesa è stata affidata alla Fondazione Famiglia Lo Franco per renderla nuovamente accessibile ai visitatori. Nel 2019 il progetto è stato completato e la chiesa è stata trasferita alla parrocchia competente per l'ulteriore conservazione.

## Descrizione
La piccola chiesa medievale, ad aula unica, coperta da capriate linee, è introdotta sul fianco sinistro da un portico dalla semplice tipologia rinascimentale, e conserva all'interno cicli di affreschi frammentari, anche sovrapposti, di rilevante interesse, risalenti ai sec XIV e XV. 
Sulla parete di fondo è affrescato il Giudizio Universale, al quale è stata sovrapposta in basso a sinistra un'Annunciazione che reca la data 1364, riconducibili alla bottegfa di Andrea di Nerio.
Sulle pareti si svolgono invece Scene della Passione di Cristo, attribuite, queste, al Maestro di Barberino e collocate cronologicamente tra sesto e settimo decennio del Trecento. La parete a destra, più conservata, presenta l'Ultima Cena, la Preghiera nell'Orto degli Ulivi, il Bacio di Giuda, la Derisione di Gesù, il Processo davanti a Pilato, la Flagellazione, il Pianto delle Pie Donne, scene disposte su due ordini e divise da cornice dipinte con motivi geometrici, affollate di personaggi dalla volumetria ben costruita, anche se di disegno e modellato non particolarmente fine. Le pitture sulla parete a sinistra sono più frammentarie e non tutte chiaramente leggibili, ma presentano il medesimo linguaggio. In un incasso della parete è la copia dell'immagine miracolosa della Madonna col Bambino, attribuita anch'essa Maestro di Barberino, il cui originale si trova nei depositi delle Gallerie fiorentine.